# 宗義調
宗 義調（そう よししげ）は、対馬国の守護大名・戦国大名。宗氏の第17代当主。

## 生涯

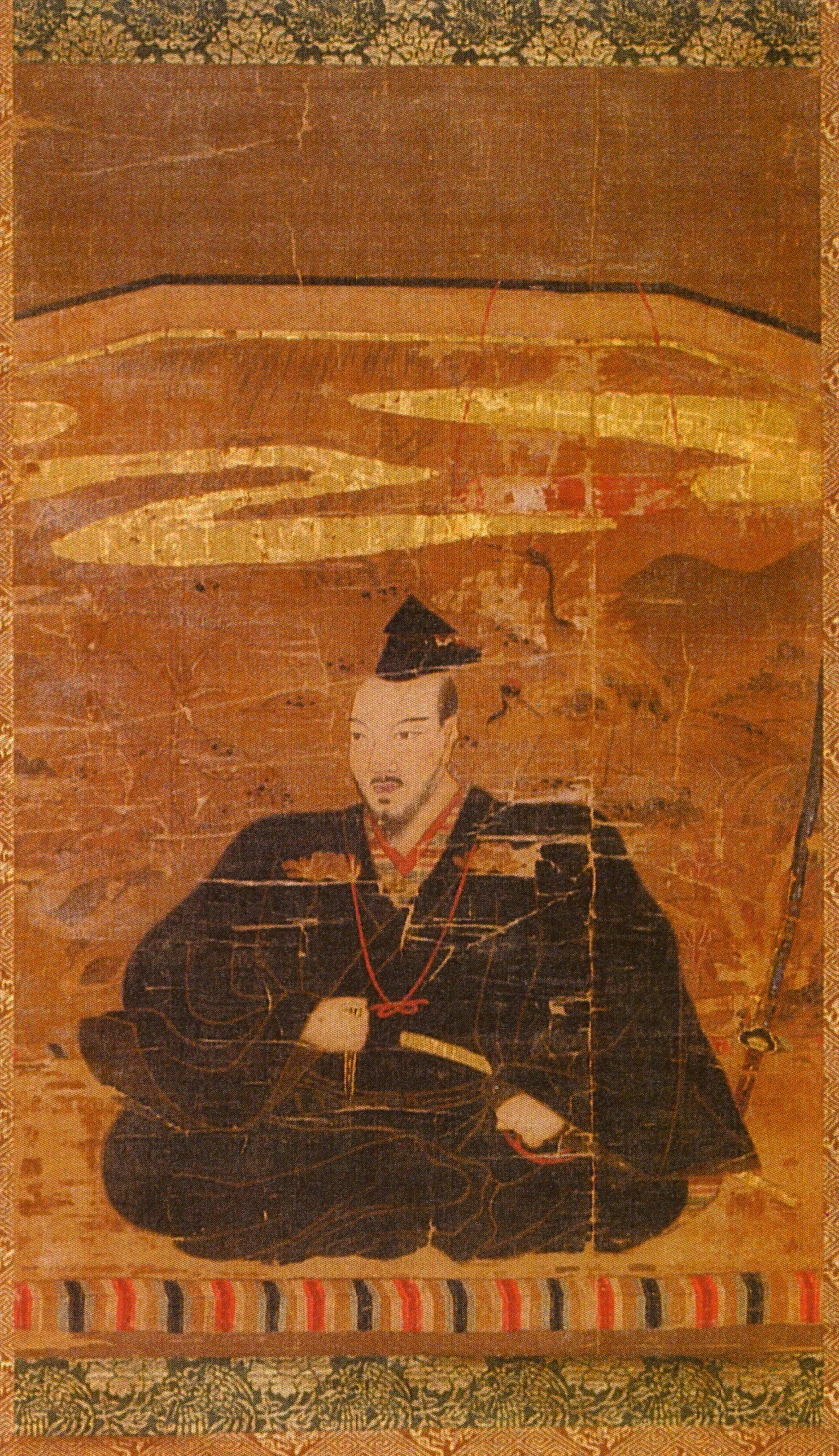
宗義調像（養玉院蔵）。画賛がなく像主には疑問の余地もある。

天文元年（1532年）、第16代当主・宗晴康の子として生まれる。天文11年（1542年）11月、 室町幕府第12代将軍・足利義晴より偏諱を賜い、義親（よしちか）と名乗る。天文22年（1553年）、父から家督を継いで宗家の第17代当主となり、13代将軍・足利義藤（後の義輝）より重ねて偏諱を賜う形で義調に改名した（以後「義」の字は宗氏の通字となる）。1555年、乙卯達梁の倭変が勃発し、義調は李氏朝鮮の倭寇討伐に協力した。弘治3年（1557年）、李氏朝鮮と通商条約である丁巳約条を結んで貿易を拡大し、宗氏の貿易における繁栄をもたらした。
永禄2年（1559年）、津奈調親（第15代当主・宗将盛の異母弟）らが謀反を起こし、対馬の船越に襲来したが、義調は壱岐の勝浦でこれを鎮圧して宗家の事実上の統一を成し遂げた。永禄9年（1566年）8月、家督を養子の宗茂尚（しげひさ、調尚とも、宗将盛の子）に譲って府中に隠居したが、なおも実権は掌握していた。後に茂尚が早世したため、茂尚の弟義純（よしずみ）に継がせたがこれも早世したため、茂尚、義純の弟昭景（のちの宗義智）を当主として跡を継がせ、義調はその後見人として政治の実権をなおも握った。
天正15年（1587年）、豊臣秀吉の九州征伐が始まると、5月に家督に復帰して再び宗家の当主となる。そのうえで義智と共に秀吉の九州征伐に参陣したことにより、対馬を本領を安堵された。
その後、秀吉の命により李氏朝鮮と交渉を行なった。このとき、秀吉は義調に対して1年以内に朝鮮国王が日本に従属するという交渉がまとまらなければ、朝鮮に出兵するという無理難題を押しつけたとされる。このため義調は家臣の柚谷康広を朝鮮に派遣して交渉に当たらせ、秀吉の朝鮮出兵を回避するために尽力したが、天正16年（1588年）12月12日に交渉半ばで病死した。享年57。再び宗義智（この当時は吉智）が当主となり、跡を継いだ。

## 偏諱を与えた人物（家臣）
家督継承時
- 窪奈調親（宗将盛の異母弟、義智の叔父）
- 宗調尚[1]（将盛の子で義調の養子、のちの茂尚）
- 宗調弘[1]（将盛の子で義調の養子、のちの義純）
- 宗調国（将盛の子、茂尚・義純の弟、義智の兄）
- 佐須調満（対馬国守護代、のち景満に改名）
- 柳川調長
- 柳川調信（調長の弟）

当主再就任以後
- 杉村調長（佐須景満の弟・杉村広幸の孫。杉村氏は元々宗氏の庶流。）
- 柳川調興（調信の孫、父は智永。柳川一件に関与。）